# 스파르타쿠스

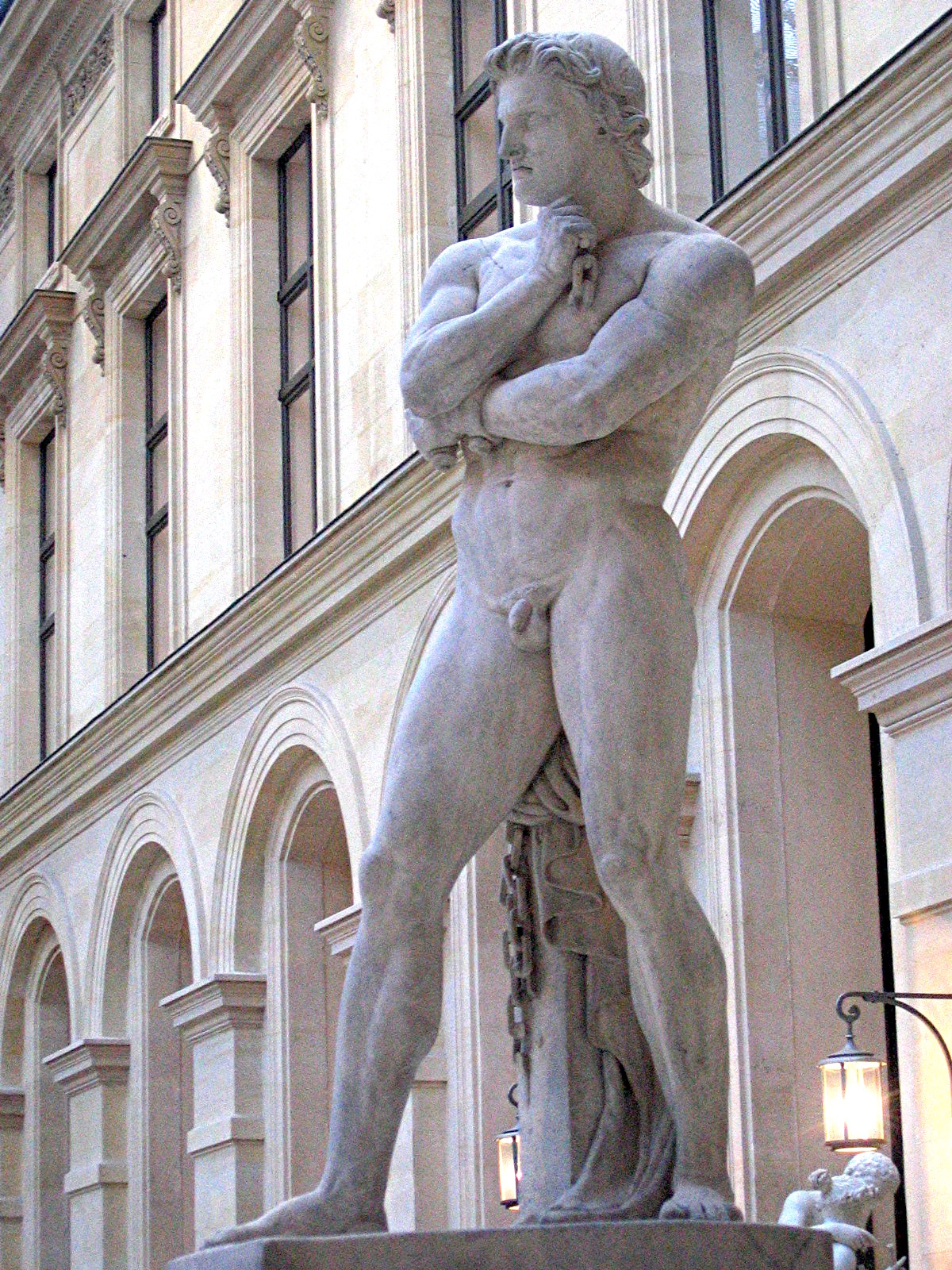
스파르타쿠스

스파르타쿠스(라틴어: Spartacus)는 기원전 73년부터 2년 뒤인 기원전 71년까지 노예들을 이끌고 반(反)로마 공화정 항쟁을 지도한 노예 검투사이다.

## 생애
처음에는 병사로 있다가, 후에 반란군의 우두머리가 되어 싸우다가 잡혀 노예가 되었다. 그는 건강한 몸과 뛰어난 무예로써 노예 투사가 되었다. 그 후 노예 제도에 반대하여 칼 잘 쓰는 노예들을 거느리고, 항쟁을 일으켰다. 한때는 그의 세력이 컸고 대규모 진압 군대까지 격파했으나, 크라수스와 폼페이우스에게 항쟁은 진압되었고, 약 6,000여 명의 항쟁 가담자들은 십자가에서 처참하게 처형되었다.

## 계급 투쟁
그에게 동조하는 70명의 검투사들과 이탈리아 남부의 카푸아의 검투사 양성소를 탈출, 항쟁을 일으켜 한때는 남부전역을 장악했다. 그의 이러한 승승장구는 계급투쟁을 대수롭지 않게 받아들인 로마 공화정의 어리석음과 대농장(라티푼디움)을 소유한 지주들에게 땅을 빼앗긴 몰락농민들의 불만 덕분이었다.
하지만, 스파르타쿠스의 계급투쟁은 투쟁 노선대립으로 인한 내분(스파르타쿠스는 노예들을 억압하고 착취하는 로마 공화정으로부터의 해방을 위해 항쟁을 일으켰으나, 대다수의 노예들은 고향에 돌아가서 행복하게 살고 싶어했다)등으로 인해 진압당했다. 진압으로 붙잡힌 6,000명의 포로들이 아피아 가도에서 십자가형으로 공개처형당했을 정도로 스파르타쿠스의 계급투쟁은 거대한 항전이었다.
당시 포로들의 계급투쟁을 군대의 힘으로 진압한 크라수스가 "스파르타쿠스가 누구냐"고 묻자, 서로 자기가 스파르타쿠스라고 했다는 일화가 있을 정도로 그는 억압받는 계급들의 영웅이었다.

## 스파르타쿠스 이야기

### 하워드 패스트의 소설(1951)
- 미국의 작가 하워드 패스트는 1951년 자비로 소설 《스파르타쿠스》를 출간한다. 하워드는 매카시즘이 횡행할 때 미 의원의 반미조사활동위원회에 명단 제출을 거부하여 3개월 동안 감옥 생활을 하였는데, 이 때 이 소설을 구상하였다. 하지만 혁명가의 생애를 다룬 이야기인 하워드의 소설을 내겠다는 출판사가 없어 직접 자비출판하게 된다. 소설은 스파르타쿠스의 항쟁과 직간접으로 관련된 로마 귀족과 장군들의 기억과 회상을 기준으로 전개된다. 미국에서는 1991년, 페이퍼백으로 재출간되었는데 작가의 서문 《스파르타쿠스와 블랙리스트》가 새로 추가되었다. 한국에서는 2008년 출판사 미래인에서 김태우 번역으로 출판되었다.

### 영화 《스파르타쿠스》(1960)
- 영국 감독 스탠리 큐브릭이 하워드 패스트의 소설을 기반으로 영화로 옮겼다. 베스트 셀러 원작에 커크 더글러스, 로렌스 올리비에, 피터 유스티노프, 진 시몬스, 토니 커티스 등 화려한 캐스팅으로 화제가 되었다. 영화 제작자이기도 한 커크 더글러스의 야심과 큐브릭 감독의 연출관 차이로 불화를 빚기도 했다.

### 드라마 《스파르타쿠스: 피와 모래》(2009)
- 미국 Starz 채널에서 2009~2010년 시즌에 방송된 13부작 미니시리즈이다. 트라키아인 스파르타쿠스가 카푸아의 검투사 양성소에서 글래디에이터로 명성을 떨치는 이야기를 기반으로 당시 로마 귀족들의 사치와 부패, 사회상을 적나라하게 보여준다. 미국 방영시 TV-MA 등급을 받았을만큼 잔인한 장면과 선정적인 장면이 많이 있다. 그러나 내용적인 면에서 많은 것을 시사하며 연인과의 사랑, 같은 검투사 간의 우정과 배신 등 흥미로운 요소가 많다. 한국 케이블 TV 방송에 방영되었다. 2012년 상반기에 시즌 2가 방영되었다.[1]

## 같이 보기
- 아이소포스
- 플루타르코스
- 검투사
- 노예